# Santans
Santans ist eine französische Gemeinde mit 275 Einwohnern (Stand 1. Januar 2022) im Département Jura in der Region Bourgogne-Franche-Comté. Sie gehört zum Arrondissement Dole und zum Kanton Mont-sous-Vaudrey. 

## Lage
Die Nachbargemeinden sind Our im Norden, Germigney im Osten, Chamblay im Südosten, Ounans im Süden, Montbarrey und La Vieille-Loye im Westen sowie Éclans-Nenon (Berührungspunkt) im Nordwesten. Das Gemeindegebiet wird vom Flüsschen Réverotte durchquert. Weiter nördlich verlaufen die Clauge und ihr späterer Zufluss Tanche im Forêt de Chaux.

## Weblinks

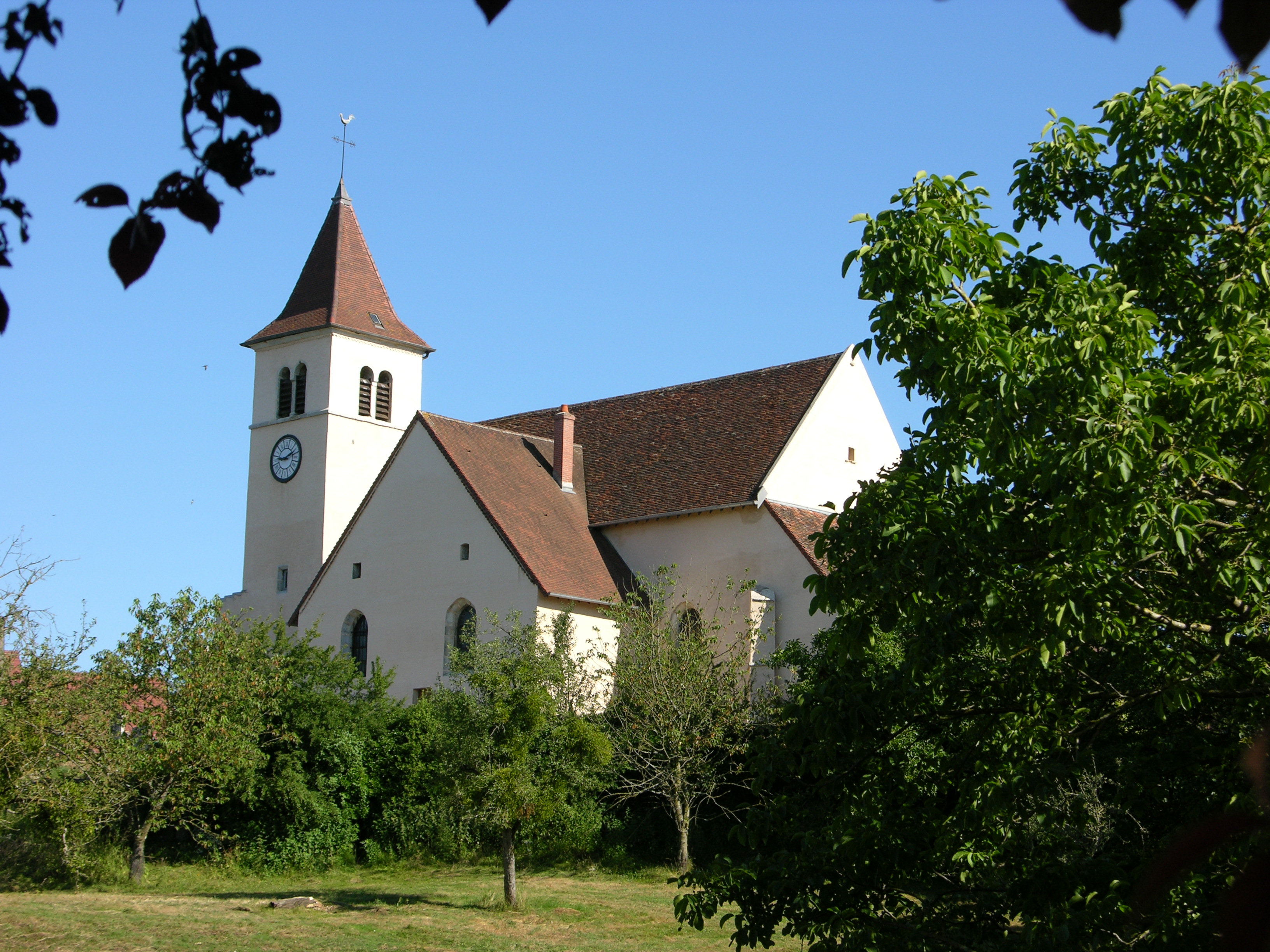
Kirche Saint-Pierre et Saint-Paul

## Bevölkerungsentwicklung
| Jahr                       | 1962 | 1968 | 1975 | 1982 | 1990 | 1999 | 2006 | 2017 |
| -------------------------- | ---- | ---- | ---- | ---- | ---- | ---- | ---- | ---- |
| Einwohner                  | 224  | 218  | 264  | 257  | 265  | 290  | 310  | 297  |
| Quellen: Cassini und INSEE |      |      |      |      |      |      |      |      |

## Sehenswürdigkeiten
- Kirche Saint-Pierre et Saint-Paul